# Kurdisch-Islamische Front
Die Kurdisch-Islamische Front (al-Dschabha al-Islamiya al-Kurdiya) ist eine islamistische Rebellenorganisation von syrischen Kurden, die im syrischen Bürgerkrieg gegen die Regierung und gegen kurdische Volksverteidigungseinheiten kämpft.
Die Organisation war Gründungsmitglied der Islamischen Front und kämpft in der Regel an der Seite der Ahrar al-Scham. Emir der Kurdisch-Islamischen Front ist  Abu Abdullah al-Kurdi.

## Ideologie und Zielsetzung
Die Kurdisch-Islamische Front bezeichnet sich selbst als islamisch-konservativ, jedoch stufen Beobachter sie als islamistisch ein, so lehnt sie einen unabhängigen kurdischen Staat ab und möchte nach dem Ende des Bürgerkrieges einen islamischen Staat mit islamischen Recht gründen.